# Конвой Трук – Балікпапан (30.10.43 – 09.11.43)
Конвой Трук — Балікпапан (30.10.43 — 09.11.43) — японський конвой часів Другої світової війни, проведення якого відбувалось у жовтні — листопаді 1943.
Вихідним пунктом конвою був атол Трук у центральній частині Каролінських островів, де до лютого 1944-го була головна база японського ВМФ у Океанії та транспортний хаб, що забезпечував постачання Рабаула (головна передова база в архіпелазі Бісмарка, з якої провадились операції на Соломонових островах та сході Нової Гвінеї) та Східної Мікронезії. Пунктом призначення став один з головних центрів нафтовидобувної промисловості Південно-Східної Азії Балікпапан, розташований на східному узбережжі острова Борнео.
До складу конвою, який вийшов з бази 30 жовтня 1943-го, увійшли танкери «Ніппон-Мару» та «Тоа-Мару». Враховуючи, що поблизу Труку традиційно діяли американські підводні човни, на першій ділянці маршруту танкери супроводжував есмінець «Сімакадзе» (втім, уже 2 листопада він поведе інші судна з Труку до Рабаула).
6 листопада 1943-го конвой прибув до Таракану (ще один центр нафтовидобутку на північно-східному узбережжі Борнео), а 8 листопада у супроводі есмінця «Хібікі» рушив далі до Балікпапану. Невдовзі після опівночі 9 листопада підводний човен USS Rasher випустив чотири торпеди по «Тоа-Мару», при цьому одна з них взяла завелику глибину і пройшла під танкером, а друга влучила в ціль, але не здетонувала. Надвечір тієї ж доби конвой прибув до Балікпапану.